# Zelowan rostrata
Zelowan rostrata Murphy & Russell-Smith, 2010 è un ragno appartenente alla famiglia Gnaphosidae.

## Etimologia
Il nome della specie deriva dall'aggettivo latino rostratum, cioè provvisto di becco, adunco, in riferimento alla punta a forma di becco adunco dell'apofisi tegolare distale del pedipalpo maschile visto ventralmente.

## Caratteristiche
L'olotipo maschile rinvenuto ha lunghezza totale è di 4,15mm; la lunghezza del cefalotorace è di 1,52mm; e la larghezza è di 1,26mm.

## Distribuzione
La specie è stata reperita nel Congo orientale: l'olotipo maschile è stato rinvenuto nella riserva forestale della Biena, nel territorio di Lubero, appartenente alla provincia del Kivu Nord.

## Tassonomia
Al 2016 non sono note sottospecie e dal 2010 non sono stati esaminati nuovi esemplari.